# Gare de Dercy - Froidmont
Gare de Dercy - Froidmont vasútállomás Franciaországban, Dercy településen.

## Vasútvonalak
Az állomást az alábbi vasútvonalak érintik:
- La Plain-Hirson-vasútvonal

## Kapcsolódó állomások
A vasútállomáshoz az alábbi állomások vannak a legközelebb:
- Gare de Verneuil-sur-Serre
- Gare de Voyenne